# جيمس برادلي (لاعب كريكت)
جيمس برادلي (3 أكتوبر 1913 في المملكة المتحدة - 2001 في المملكة المتحدة) (بالإنجليزية: James Bradley)‏ هو لاعب كريكت بريطاني وبريطاني (وحمل سابقاً جنسية المملكة المتحدة لبريطانيا العظمى وأيرلندا). لعب مع نادي مقاطعة نوتنغهامشير للكريكت ‏.

## وصلات خارجية
- جيمس برادلي على موقع إي آس بي آن كريك إنفو (الإنجليزية)